# Quiberon
Quiberon é uma comuna francesa na região administrativa da Bretanha, no departamento Morbihan. Estende-se por uma área de 8,82 km². Em 2010 a comuna tinha 4 731 habitantes (densidade: 536,4 hab./km²). Situa-se na extremidade sul da península de Quiberon.

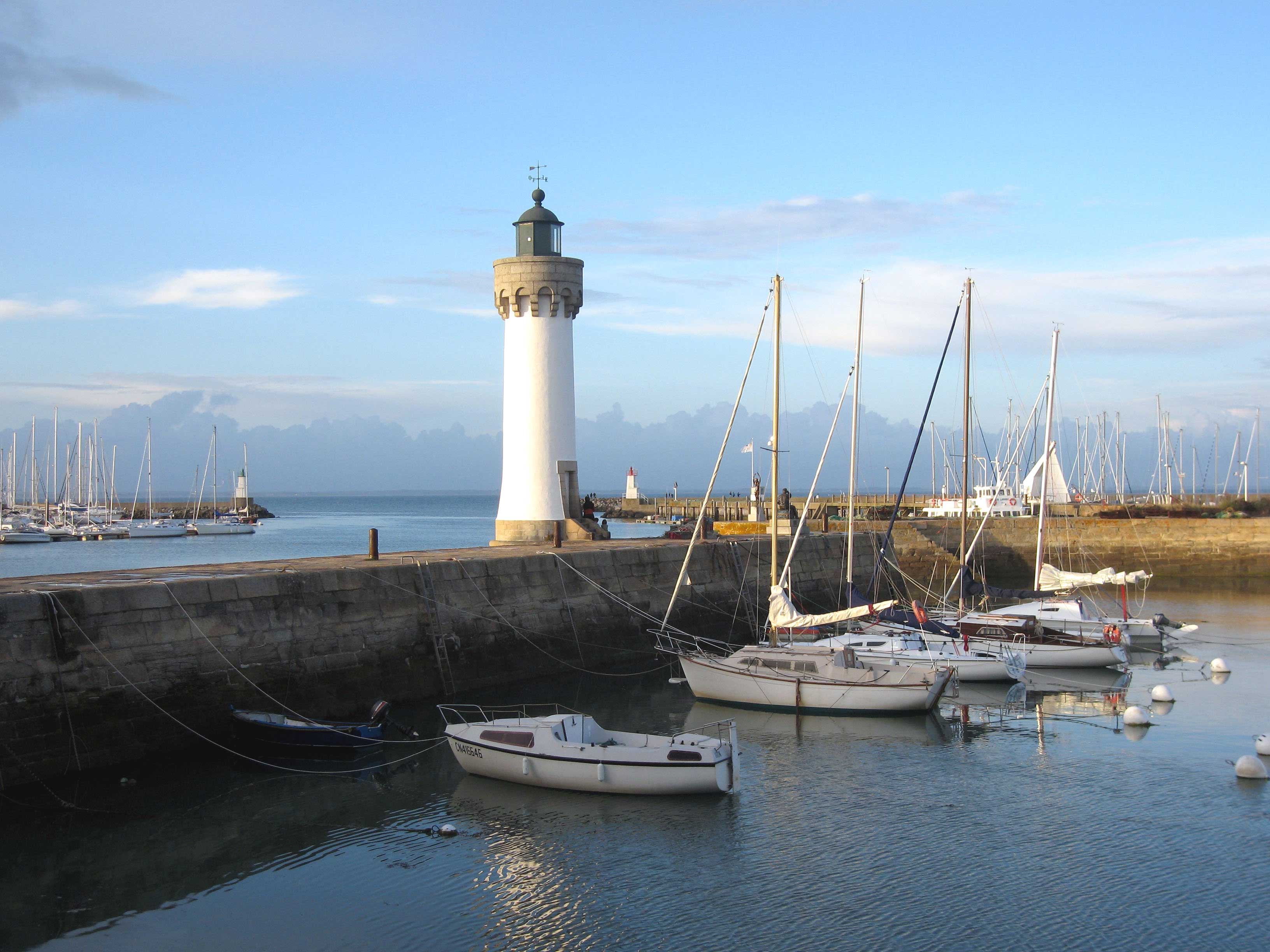
Port-Haliguen
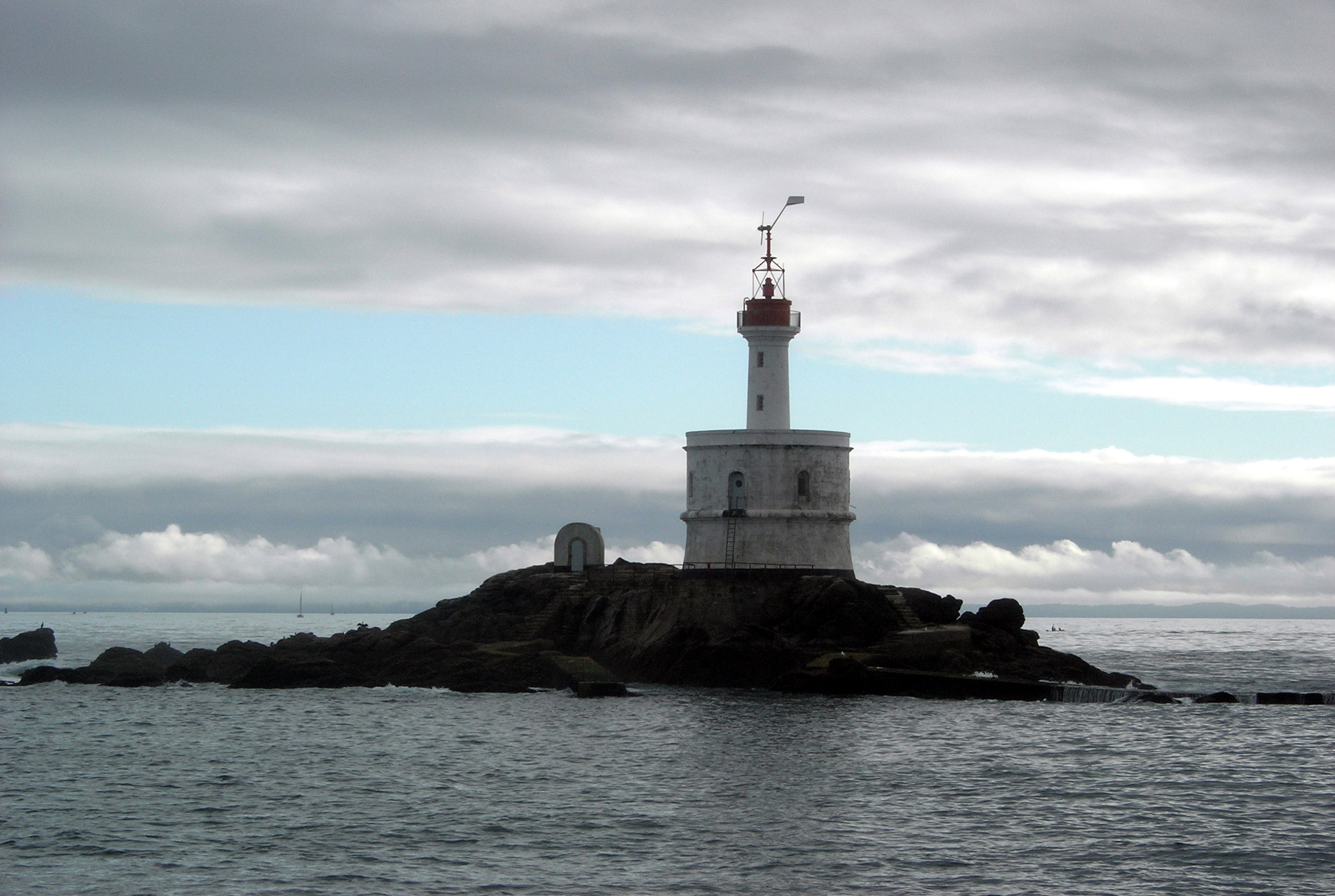
Phare de la Teignouse
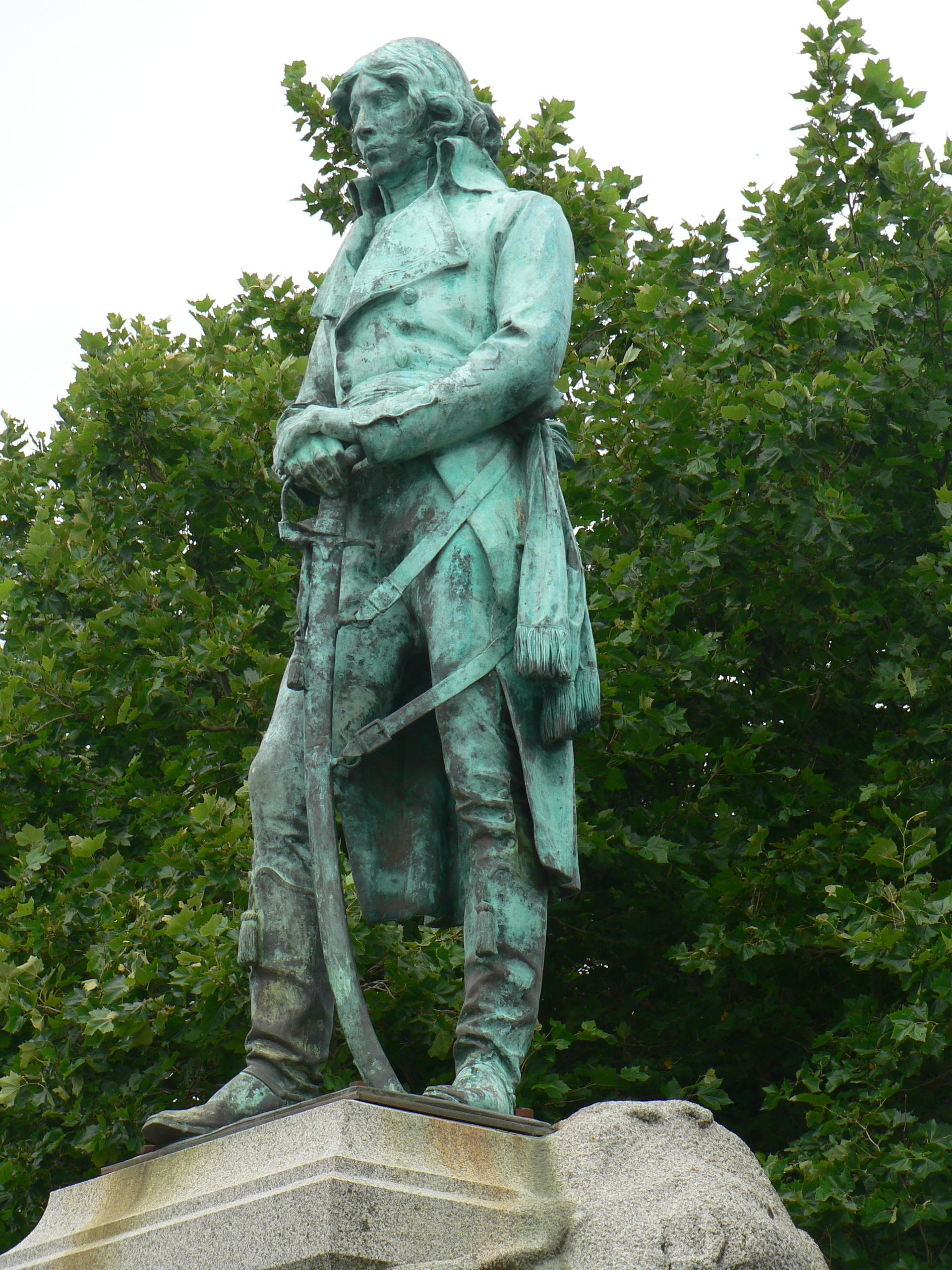
Statue de Lazare Hoche par Jules Dalou (1902)
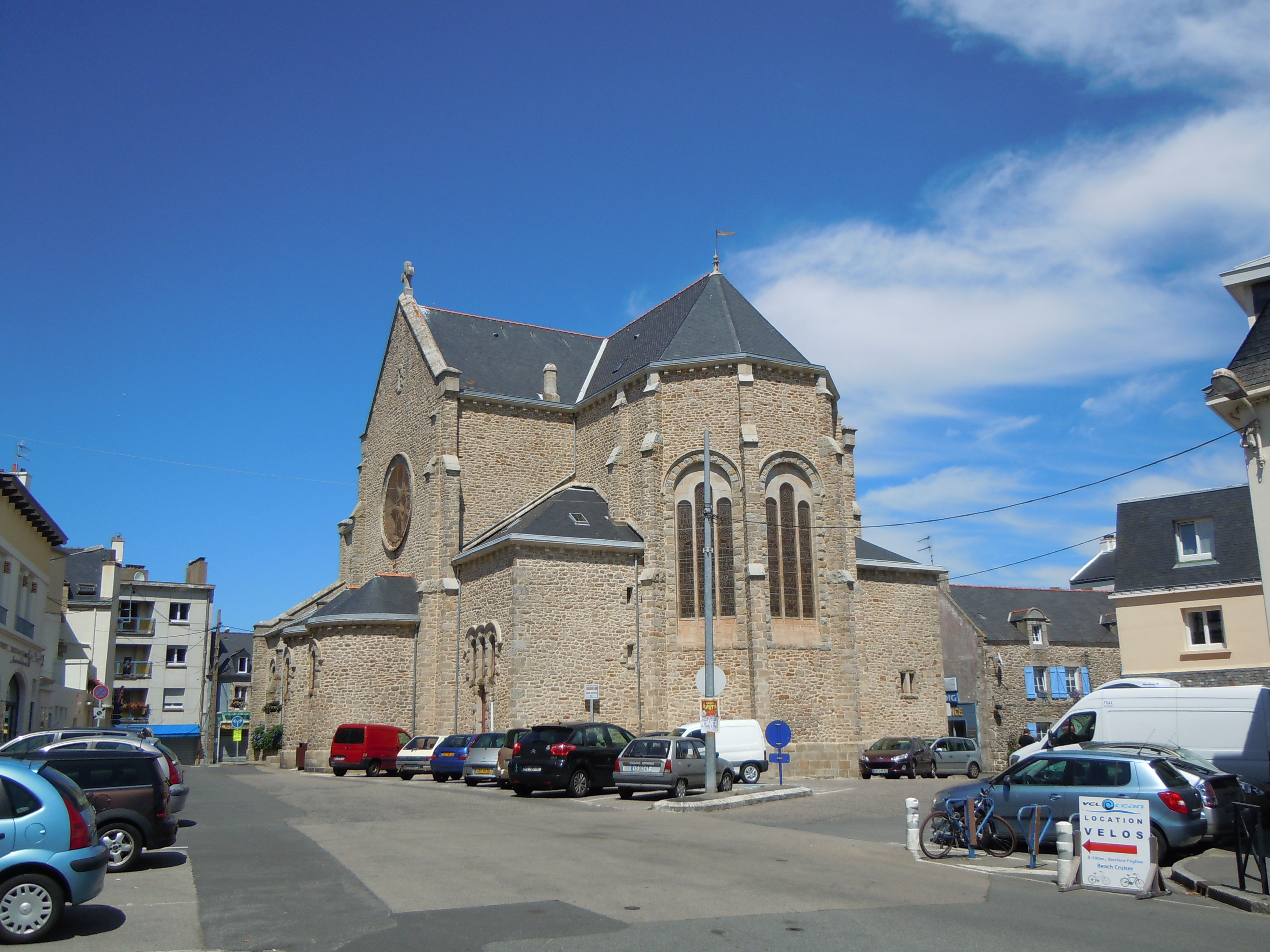
Église Notre-Dame-de-Locmaria ()
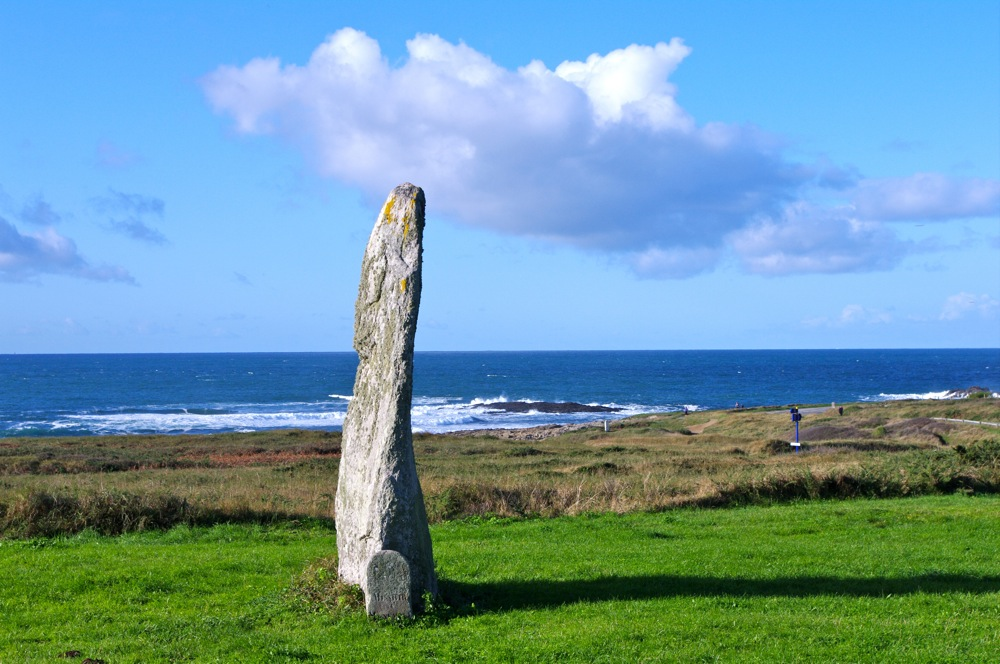
Menhir, côte sauvage
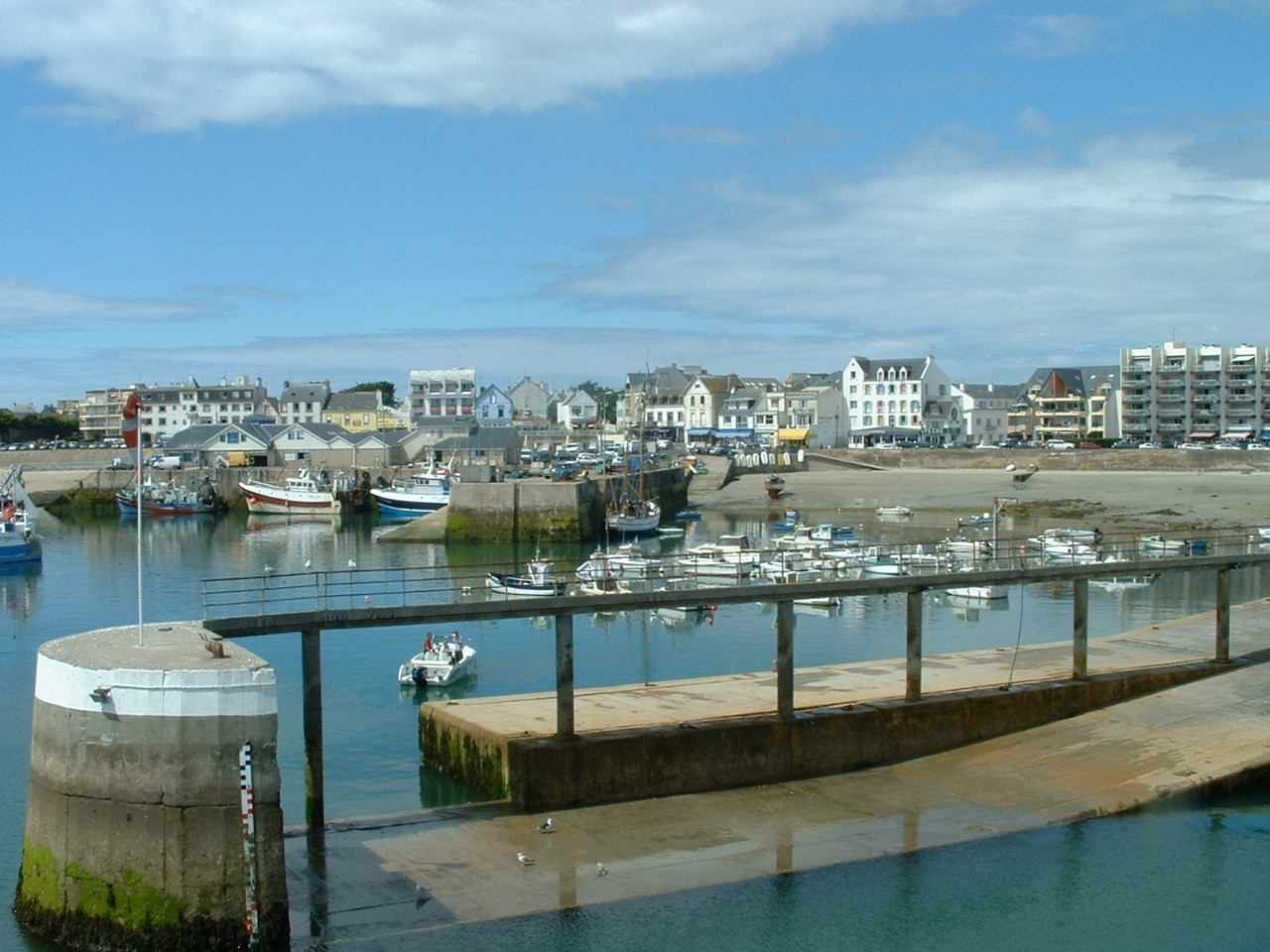
Port Maria